# كولين (مركب كيميائي)
الكولين أو المَرارين من المواد الأساسية المغذية للجسم والتي تمتاز بخاصية الذوبان في الماء وهي عادة تتركب من فيتامين ب المركبB-complex vitamins.

## تاريخ مادة الكولين
اكتشف العالم أدولف ستريكر الكولين Adolph Strecker عام 1864وتم تصنيعه كيميائياً عام 1866 وصنفة مجلس الغذاء والتغذية بمعهد الطب في الولايات المتحدة كمغذٍ أساسي في سنة 1998وكانت أهمية مادة الكولين كمغذٍ أساسي محط الأنظار في سنوات مبكرة من الأبحاث من خلال أبحاث على عمل الأنسولين اُكتُشِفت مادة الكولين كمغذٍ مهم لمنع مرض الكبد الدهنية
في عام 1975 أِكتشف العلماء أن إدارة مادة الكولين في الجسم تزيد من توليف وانتشار الإستيل كولين acetylcholine عبر الخلايا العصبية
هذة الاكتشافات أدت إلى زيادة الاهتمام في أهمية الكولين كمغذي وأيضاً أهميتة في وظائف الدماغ 
نحن نعلم اليوم أن مادة الكولين تتكون من مواد حميّية غذائية مهمة لعمل الخلايا بشكل طبيعي وأيضاً توصلنا إلى معرفة أن البشر يحتاجون إلى مادة الكولين في غذائهم للبقاء على حياة صحية طبيعية
كل هذ لان مادة الكولين هي متطلب أساسي لتركيب المكونات الأساسية للأغشية وتعتبر مصدراً هاماً من مجموعات ميثيل عطوب labile methyl groups

## التركيب الكيميائي
مادة الكولين هي امين رباعي مشبع والصيغة الكيميائية (CH3)3N+CH2CH2OHX−، حيث أن X− هو counterion مثل الكلوريد chloride هايدروكسيدhydroxide والطرطراتtartrate 
مادة كلوريد كولين Choline chlorideيمكن أن تتشكل من انخفاض وذوبان عميق لمذيب سهل الانصهار مع خليط اليوريا وكل هذا يحدث مع خصائص غير عادية 
ويستخدم موضعياً ملح ساليسيلات salicylate salt لتخفيف الألم من التقرحات القلاعية

### كولين هايدروكسيد
هو واحد من فئة مرحلة نقل المواد الحفازه التي يتم استخدامها لنقل ايون هيدروكسيدhydroxide ion إلى الأنظمة العضوية وبالتالي تعتبر هذه القاعدة قاعدة قوية وهي أيضاً من أقل مراحل نقل المواد الحفازه تكلفة وهي تستخدم كوسيلة رخيصة لتجريد مقاومات الضوء في لوحات الدوائر 
كولين هيدروكسيد Choline hydroxide هو ليس مستقر تماماً وهو ببطء ينقسم إلى ثلاثي ميثيل أمينtrimethylamine.

## دور مادة الكولين في البشر

### علم وظائف الأعضاء
هناك ثلاثة أغراض فسيولوجية لمادة الكولين ومسقلباته وهي السلامة الهيكلية وَ إشارة الأدوار لأغشية الخلايا وللكولنرجك العصبيcholinergic neurotransmission (مركب إستيل /acetylcholine synthesis) وَ كمصدر رئيسي لمجموعات ميثيلmethyl groups عبر مستقطبها ثلاثي ميثيل جليكاين (البيتين) trimethylglycine (betaine) التي تشارك في مسارات توليف adenosylmethionine